# 마권업자

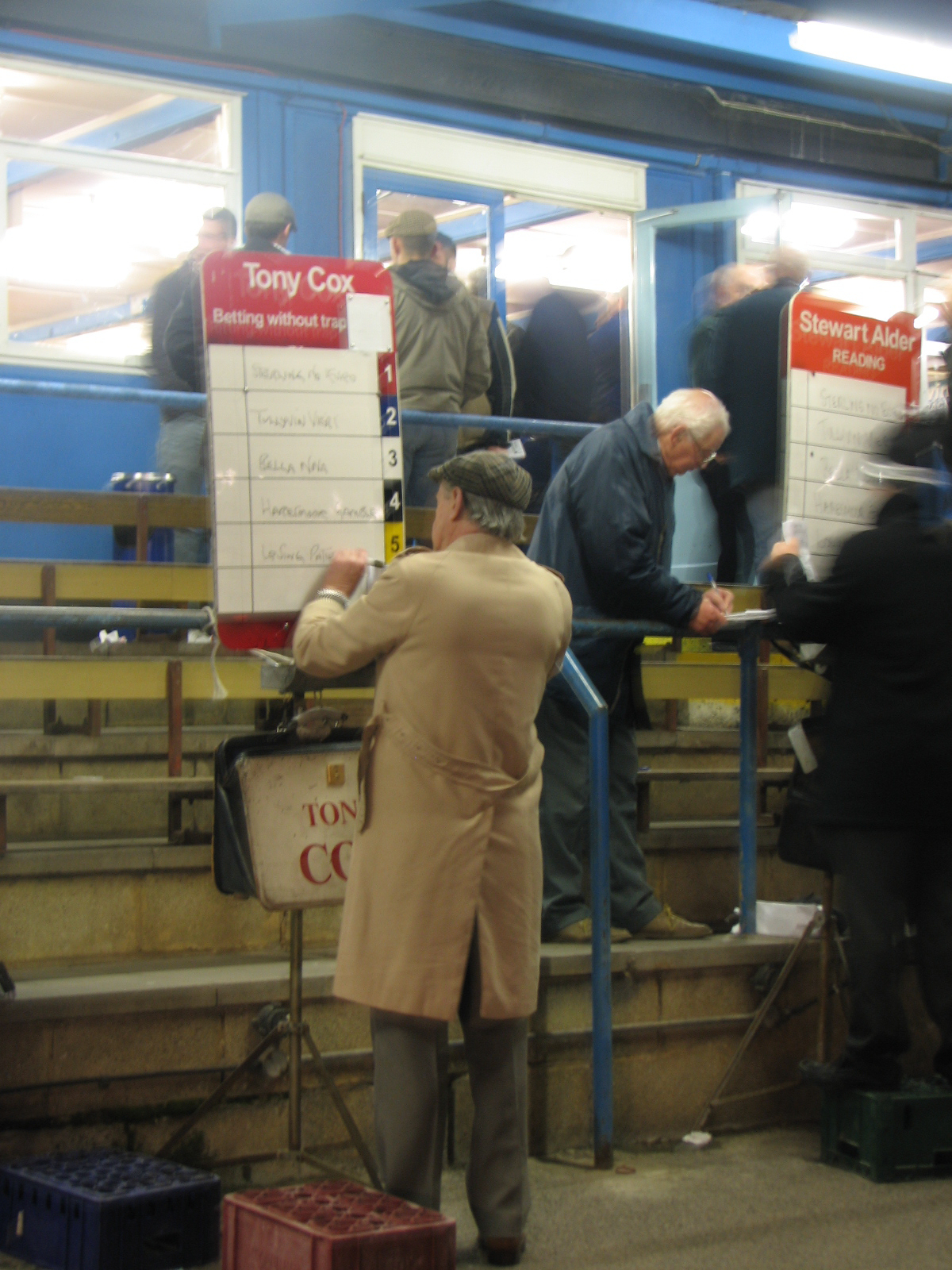
개 경주에서의 마권업자.

마권업자(馬券業者)는 각종 스포츠 경기에서 정부의 허가를 받아 각각의 대상에 임의로 배당률을 정한 뒤 도박사들을 상대로 베팅을 하는 사람 및 단체를 의미하며, 북메이커(bookmaker) 또는 부키(bookie)라고도 한다. 원래는 경마의 구경꾼들을 대상으로 마권을 판매하는 행위를 하는 사람 및 단체를 뜻하였으나, 의미의 확장으로 인하여 경정, 경륜, 개 경주 등의 여타 스포츠 및 카지노 등 전반적인 도박 분야에서의 행위를 뜻하는 용어로 사용된다.
1790년대 영국에서 처음으로 시행되었으며, 1960년에 영국 정부로부터 공인을 받았다. 이후 1864년 프랑스에서 도박사들간의 상호 베팅을 하도록 하는 패리뮤추얼 제도가 개발됨에 따라 많은 국가에서의 경마 도박에서 이 두 제도가 병행되었고, 그 뒤 영국 등 일부 국가를 제외한 나머지 국가에서 북메이커 방식이 금지되었다.
영국의 경마에서부터 시작되어 토틀리제이터 시스템의 투표권(投票券)의 발매방법이 발명되기까지 일반사람을 상대로 투표권을 판다는 것은 이 북메이커에게만 공인되어 있었다. 오늘날에도 구미의 북메이커의 세력과 역할은 상상 이상으로 크다고 생각된다.북메이커는 경기장의 규모가 작다든가 또는 임시적으로 어떤 스포츠 시합에서 투표권을 발매하려는 경우 등 토틀리제이터 시스템의 투표권 발매설비가 없는 경우에는 그 재미를 볼 수가 있다. 그러나 북메이커의 노름의 방법은 결과적으로 손님과의 사이에 적중(的中)했을 때의 지불금의 배율(倍率)을 약속해 놓고 매산총액이나 적중한 사람의 수와는 관계없이 약속한 배율에 따라서 지불금을 내주는 제도로 되어 있다. 이 방법은 적중한 손님에게는 안전하고 유리하지만 북메이커는 손해를 볼 수도 있으며, 반대로 크게 횡재를 할 수도 있다는 불합리성이 있어서 손님에게는 무엇인가 석연치 않은 느낌을 주게 된다.

## 같이 보기
- 마권
- 경마 도박